# Bulhary (Distrito de Břeclav)
Bulhary é uma comuna checa localizada na região de Morávia do Sul, distrito de Břeclav‎. Em 2014, tinha um total de 778 habitantes.